# Albert Scanlon

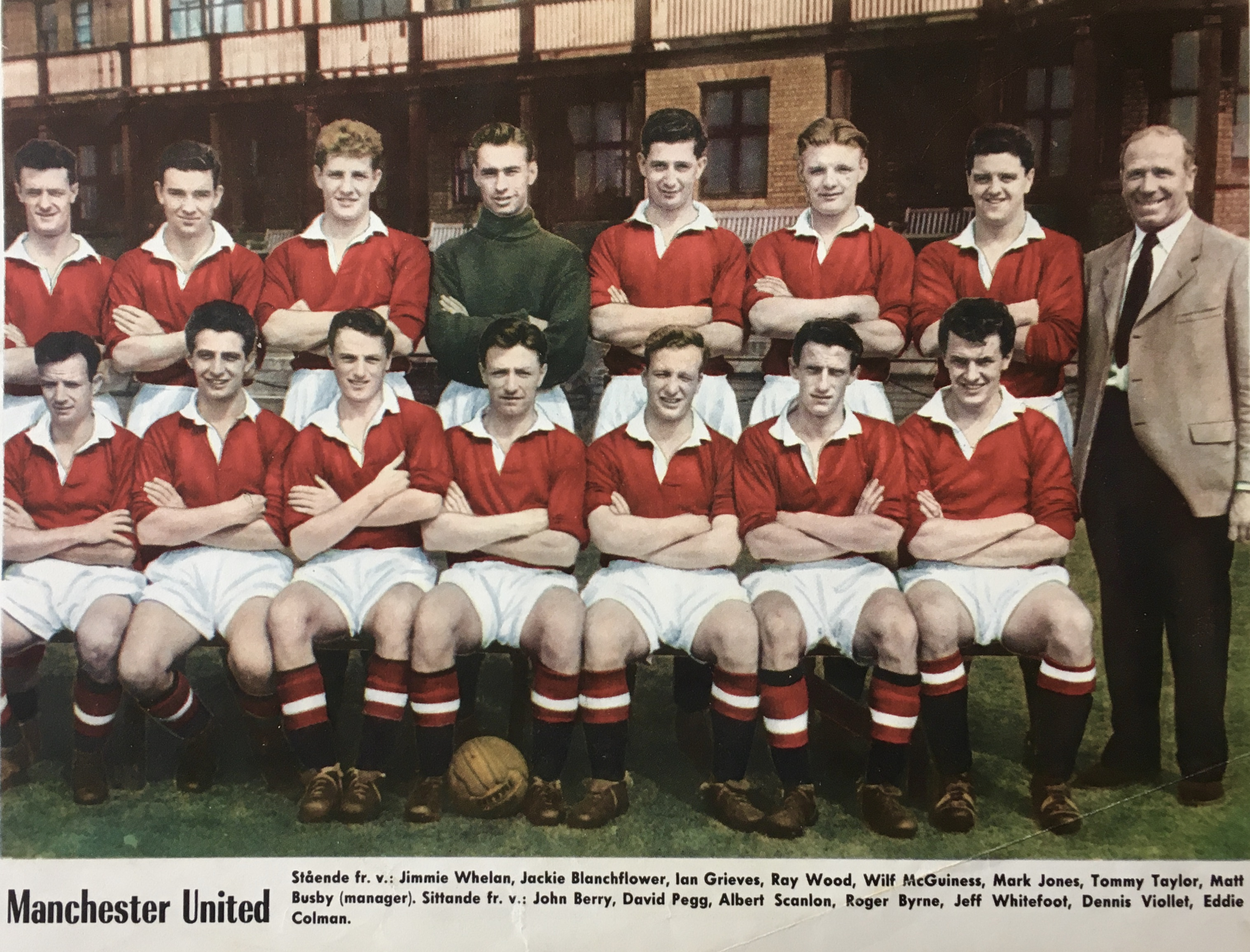
Manchester United F.C. aus dem Jahre 1957 – Bild zeigt 2. Reihe stehend v. l.: Jimmie Whelan, Jackie Blanchflower, Ian Greaves, Ray Wood, Wilf McGuinness, Mark Jones, Tommy Taylor, Matt Busby (Manager);1. Reihe hockend v. l.: Johnny Berry, David Pegg, Albert Scanlon, Roger Byrne (Kapitän), Jeff Whitefoot, Dennis Viollet und Eddie Colman.

Albert Joseph Scanlon (* 10. Oktober 1935 in Hulme, Manchester; † 22. Dezember 2009 in Salford, Greater Manchester) war ein englischer Fußballspieler.

## Karriere
Scanlon gewann mit dem Jugendteam von Manchester United an der Seite von Spielern wie Duncan Edwards, Bobby Charlton und Billy Whelan, die später als Busby Babes in die Geschichte eingingen, in den Jahren 1953 und 1954 den FA Youth Cup. Nachdem er bereits im Dezember 1952 einen Profivertrag unterzeichnet hatte, gab er unter Matt Busby, der konsequent auf den eigenen Nachwuchs setzte, am 20. November 1954 gegen den FC Arsenal sein Ligadebüt. Die Linksaußenposition im Profiteam war zumeist vom gleichaltrigen David Pegg besetzt, so dass Scanlon beim Gewinn der Meisterschaften 1956 und 1957 jeweils weniger als zehn Einsätze absolvierte und daher nicht zu der Meistermannschaft gezählt wird.
Wenige Wochen nachdem er sich einen Stammplatz im Team erkämpfen konnte, verunglückte er am 6. Februar 1958 mit der Mannschaft auf dem Rückweg vom Europapokal-Viertelfinale gegen Roter Stern Belgrad am Flughafen München-Riem. Acht seiner Mannschaftskameraden fanden den Tod, als der British-European-Airways-Flug 609 beim Startversuch von der Piste rutschte. Scanlon überlebte mit Kopfverletzungen und einem Beinbruch und kehrte bereits zur folgenden Saison auf den Platz zurück. Er bestritt alle 42 Ligapartien der Saison 1958/59, erzielte dabei 16 Treffer und trug damit zum überraschenden Erreichen des zweiten Tabellenplatzes bei. Seine Leistungen brachten dem schnellen Außenstürmer in der Saison 1958/59 fünf Einsätze in der englischen U-23-Auswahl und 1960 einen Einsatz in einem Auswahlspiel für die Football League. Wegen fehlender Konstanz und nachlassender Form wechselte er schließlich im November 1960 für etwa 18.000 Pfund zum Ligakonkurrenten Newcastle United, der von Scanlons Onkel Charlie Mittens trainiert wurde.
In seiner Zeit bei Newcastle befand er sich im Konkurrenzkampf mit Liam Tuohy, nach der Entlassung von Mittens im Oktober 1961 neigte sich auch Scanlons Zeit bei United schon dem Ende zu; im Februar 1962 wurde er schließlich nach nur 27 Einsätzen für eine Ablöse von 2.000 Pfund an den Drittligisten Lincoln City abgegeben. Seine Profilaufbahn ließ er schließlich von April 1963 bis Sommer 1966 bei Mansfield Town ausklingen, mit denen er bereits kurz nach seiner Ankunft 1963 den Aufstieg in die Third Division realisierte und auf insgesamt 108 Ligaeinsätze kam. Kurzzeitig setzt er seine Spielerkarriere noch im Amateurfußball bei Belper Town fort, beendete seine aktive Laufbahn aber bereits im Oktober 1966 endgültig.
Nach seiner Karriere arbeitete Scanlon unter anderem als Hafenarbeiter, Wachmann und Lagerist. 2004 berichteten er und Harry Gregg in einer Radiosendung von BBC4, dass sie und weitere Mitspieler von Manchester United während der 1950er Jahre regelmäßig Amphetamine einnahmen. Im Oktober 2009 wurde er mit Nierenbeschwerden und einer Lungenentzündung auf die Intensivstation des Krankenhauses Salford Royal eingeliefert, in dem er am 22. Dezember 2009 verstarb.